# Krienesschneidmühle
Krienesschneidmühle ist ein Gemeindeteil des Marktes Küps im Landkreis Kronach (Oberfranken, Bayern).

## Geographie
Die Einöde liegt am Leßbach, der unmittelbar westlich als linker Zufluss in die Rodach mündet. Ein Anliegerweg führt nach Au (0,7 km östlich).

## Geschichte
Gegen Ende des 18. Jahrhunderts gehörte Krienesschneidmühle zur Realgemeinde Au. Das Hochgericht übte das Rittergut Küps im begrenzten Umfang aus, es hatte ggf. an das bambergische Centamt Weismain auszuliefern. Das Rittergut Küps war zugleich Grundherr der Schneidmühle.
Mit dem Gemeindeedikt wurde Krienesschneidmühle dem 1808 gebildeten Steuerdistrikt Küps und der 1818 gebildeten Ruralgemeinde Au zugewiesen. Am 1. Januar 1976 wurde Krienesschneidmühle im Zuge der Gebietsreform in Bayern in die Gemeinde Küps eingegliedert.

### Einwohnerentwicklung
| Jahr      | 001818 | 001861 | 001871 | 001885 | 001900 | 001925 | 001950 | 001961 | 001970 | 001987 |
| Einwohner |        | 6      | 5      | 5      | 12     | 26     | 68     | 50     | 22     | 5      |
| Häuser    | 1      |        |        | 1      | 1      | 3      | 3      | 3      |        | 1      |
| Quelle    | [ 5 ]  | [ 7 ]  | [ 8 ]  | [ 9 ]  | [ 10 ] | [ 11 ] | [ 12 ] | [ 13 ] | [ 14 ] | [ 1 ]  |

## Religion
Der Ort ist evangelisch-lutherisch geprägt und nach St. Jakob (Küps) gepfarrt.